# Nitro Records
Nitro Records és un segell discogràfic independent nord-americà, creat i dirigit per Dexter Holland (del 1994 al 2013) i Greg K., cantant i baixista de The Offspring respectivament. Van fundar la discogràfica el 1994. Nitro Records és coneguda per ser una pedrera de grups punk rock que posteriorment han tingut èxit. El segell també ha publicat àlbums de bandes clàssiques de música punk com The Damned i T.S.O.L.
El juliol 2013, Bycicle Music va adquirir Nitro Records. Això no obstant, Nitro es va reactivar el 2014 per a publicar reedicions en vinil d'AFI i The Vandals.

## Grups
- 30 Foot Fall
- A Wilhelm Scream
- Bodyjar
- Crime in Stereo
- Ensign
- Guttermouth
- Jughead's Revenge
- Much The Same
- Rufio

## Recopilacions
- 1996 – Go Ahead Punk... Make My Day[4]
- 1998 - Deep Thoughts
- 2000 – The Thought Remains the Same (reedició de Deep Thoughts)
- 2001 – Punkzilla